# Kojón Prieto y los Huajolotes
Kojón Prieto y los Huajolotes va ser un grup musical dels 90 sorgit a Pamplona (Navarra). Tenien un estil peculiar anomenat naparmex que barrejava lletres socialment compromeses i festives amb la música mexicana, especialment la del nord.
El seu líder, Marco Antonio Sanz de Acedo, conegut com Eskroto i Gavilán, havia format part del grup Tijuana in Blue. Un altre dels seus membres va ser Antonio de la Costa, Toñín, que més tard iniciaria una carrera en solitari amb el nom de Tonino Carotone.
Després de la separació de Tijuana in Blue, Sanz va marxar a Mèxic. Després de diversos mesos d'estada va decidir tornar a Pamplona i formar un grup amb el qual tocar cançons mexicanes. Amb ells va gravar tres discos de llarga durada.
Els Huajolotes es van dissoldre al setembre de 1995. Després d'això Gavilán es va dedicar a diverses feines, com la de paleta i la de forner. Al desembre de 2003, just un dia després del concert que de retrobament de Tijuana in Blue, Sanz va ser trobat penjat a la seva casa d'Allo. Va morir als 38 anys.

## Discografia
- ¡Agárrense que llegan los reyes del Napar-Mex! (Gor Discos, 1993)
- Síganle compadres (Gor Discos, 1994)
- ¡Salud cabrones! (Gor Discos, 1995)
- ¡Échenle guindas al pavo! (Gor Discos, 1997)

Aquest àlbum recopilatori inclou tres temes que no apareixen en cap dels tres altres discs cantats, per complet o en part, en èuscar, llengua que Gavilán va aprendre els últims anys de la seva vida.

## Filmografia
- DVD (Gor Discos, 2004)